# Barend Ferman

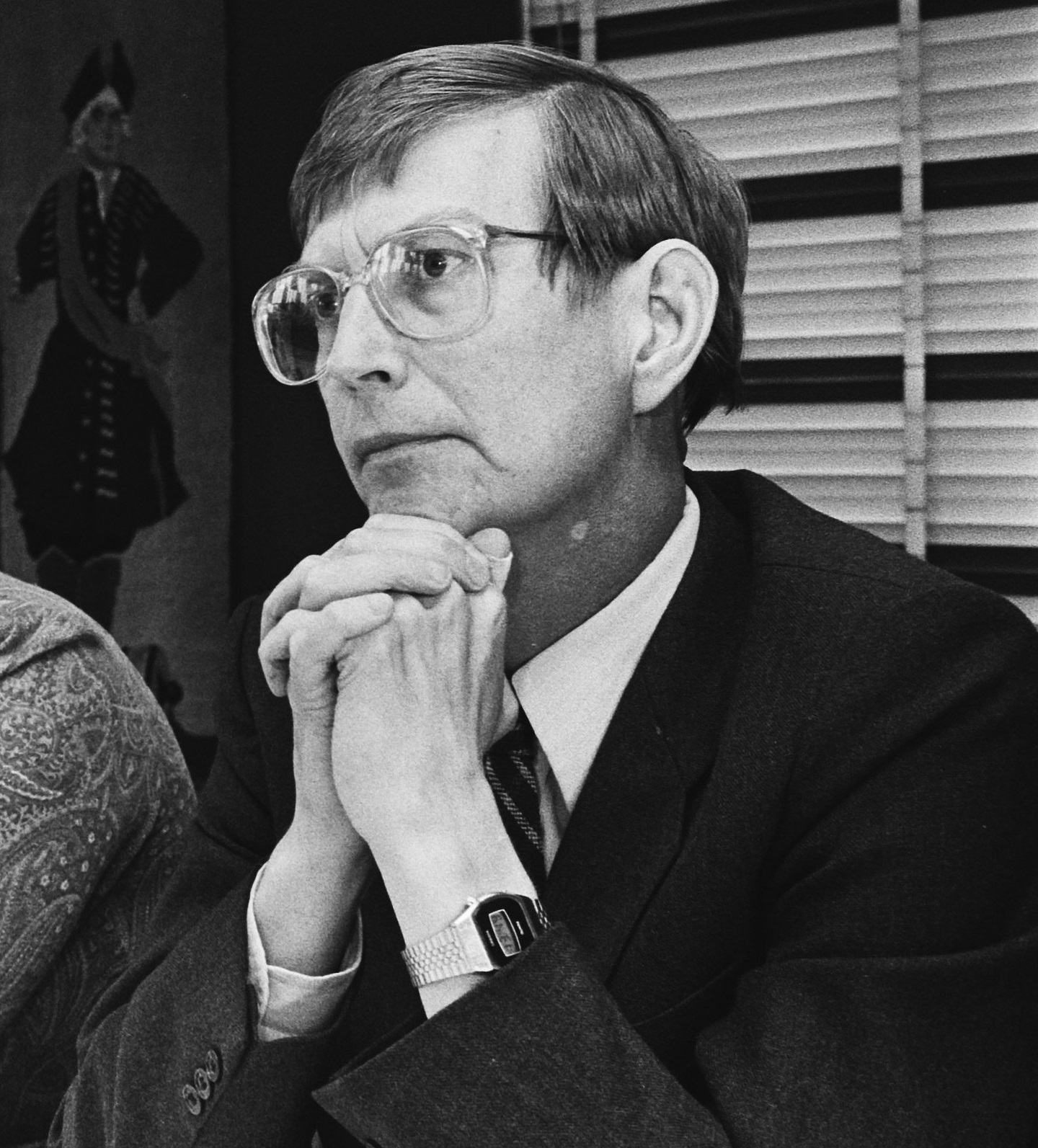
Mr. B. Ferman (1983)

Barend Ferman (Cheribon (Nederlands-Indië), 17 september 1939 – 8 november 1984) was een Nederlands politicus van D66.
Hij werd op Java geboren als zoon van de bioloog dr. J.H G. Ferman die als groepsadviseur werkzaam was bij de Vereenigde Suikerfabrieken te Cheribon. Zijn vader kwam in september 1944 om bij een Japans krijgsgevangenentransport toen het schip Junyo Maru door een Britse onderzeeër getorpedeerd werd. Barend Ferman ging in Leeuwarden naar het gymnasium voor hij aan de Rijksuniversiteit Leiden rechten ging studeren. Na daar in 1967 te zijn afgestudeerd was hij eerst drie jaar werkzaam bij een advocatenkantoor en daarna trad hij in dienst bij het ministerie van Landbouw en Visserij. In 1974 werd hij medewerker Natuur en Landschap bij de Rijksplanologische Dienst en vanaf 1976 was hij hoofd van de afdeling internationale zaken van de hoofdafdeling waterhuishouding bij de hoofddirectie van Rijkswaterstaat. In december 1979 werd Ferman benoemd tot burgemeester van Muiden. Na langdurig ziek te zijn geweest overleed hij eind 1984 tijdens dat burgemeesterschap op 45-jarige leeftijd.